# Col du Wettstein
Le col du Wettstein est un col routier situé dans le massif des Vosges en France. À une altitude de 882 mètres, il se trouve dans le département du Haut-Rhin, dans la région Grand Est.

## Géographie
Le col se situe à l'ouest de Colmar en limite du territoire des communes de Soultzeren et d'Orbey dans le massif des Vosges, traversé par la route départementale 48. La Weiss, affluent de la Fecht en rive gauche, prend sa source au nord-est du col.

## Histoire
Sur le versant en direction d'Orbey se trouve la nécropole nationale du col du Wettstein qui rassemble les corps de 3 538 soldats français de la Première Guerre mondiale dont 1 337 dans deux ossuaires.
Au pied de la grande croix du col du Wettstein, un gisant représente un chasseur tombé au champ d'honneur, constituant le mémorial consacré au souvenir de milliers de soldats français morts en 1915 dans le massif du Linge.

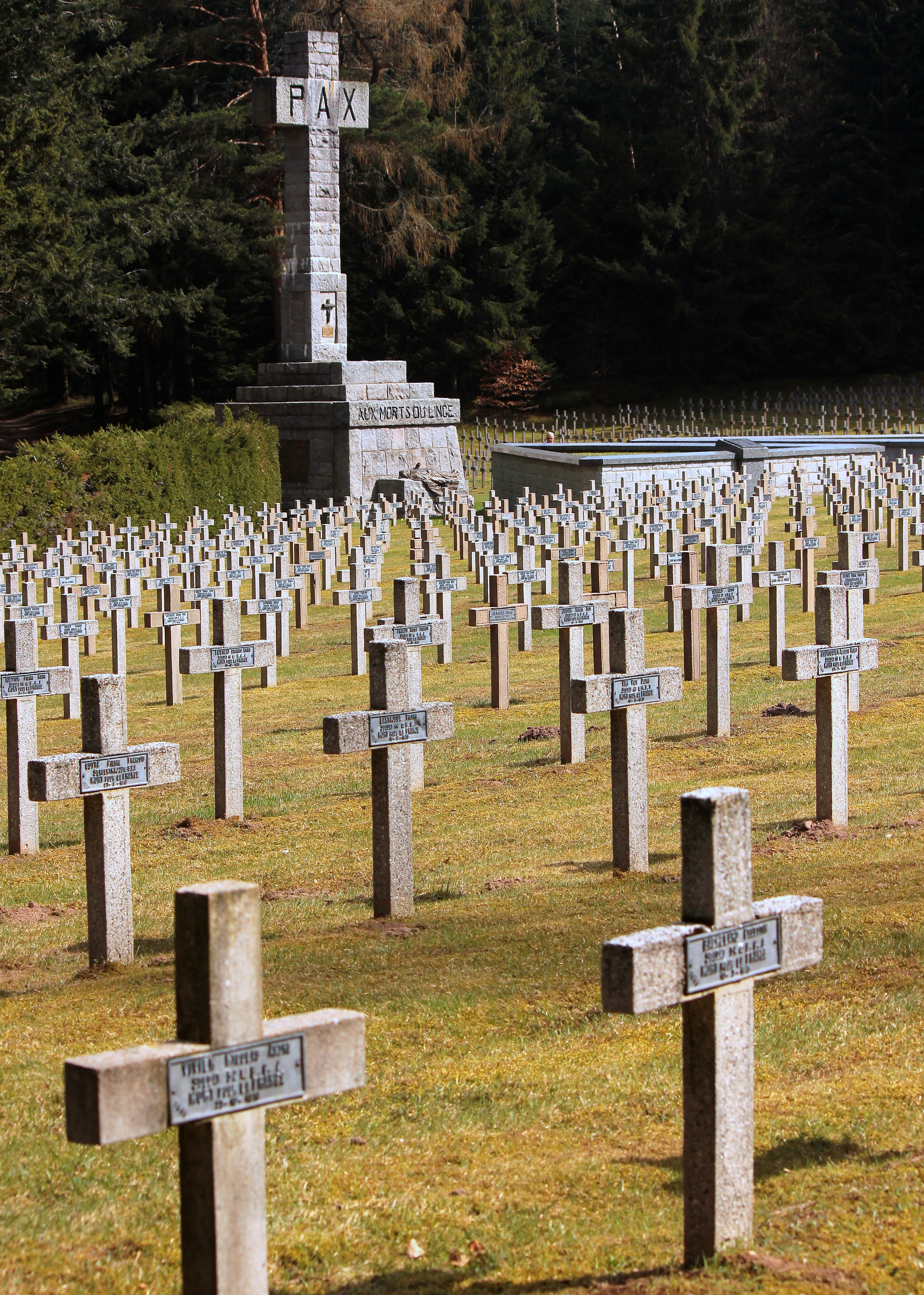
Nécropole nationale.
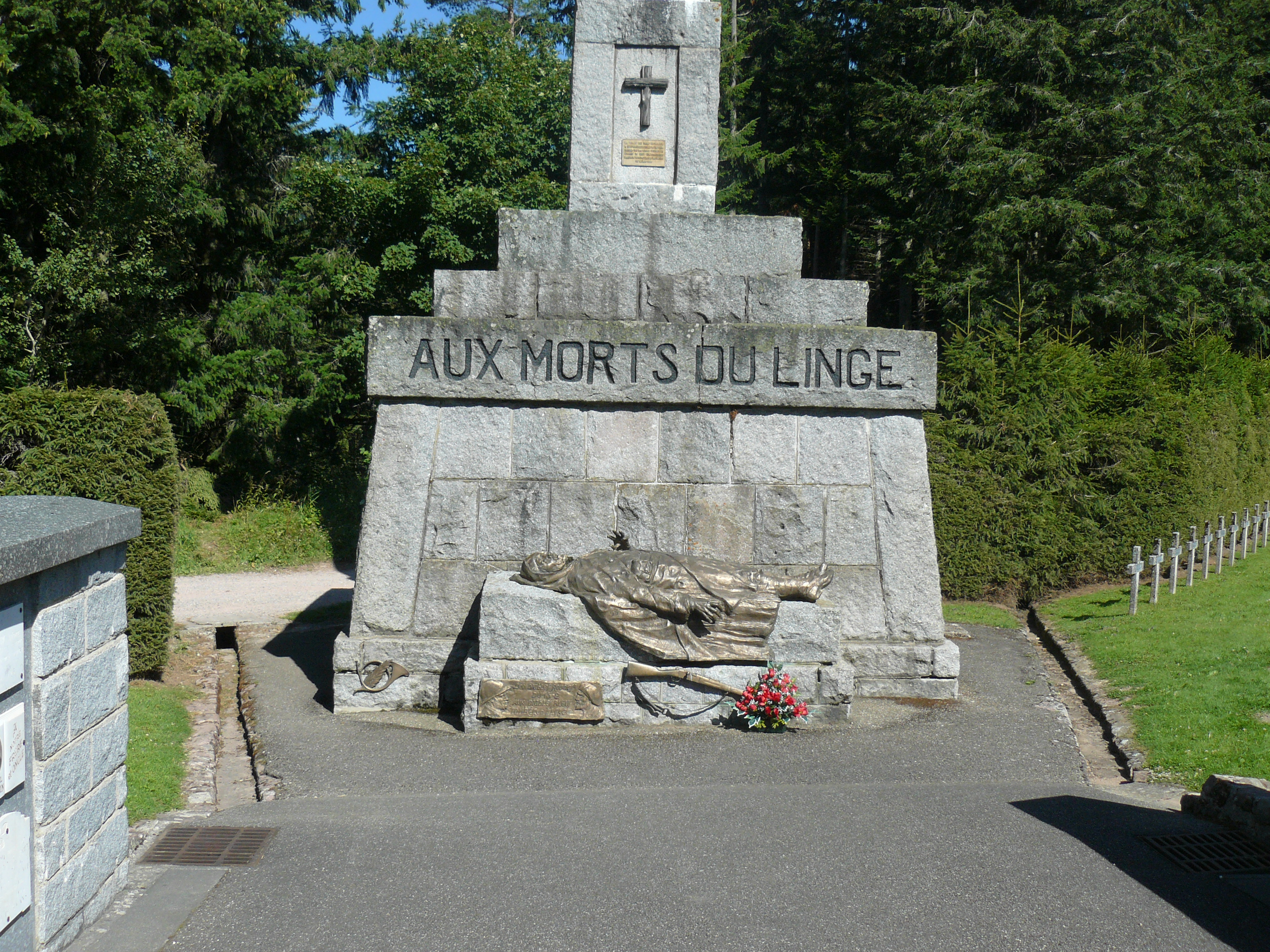
Gisant au pied de la Grande Croix du cimetière au col.
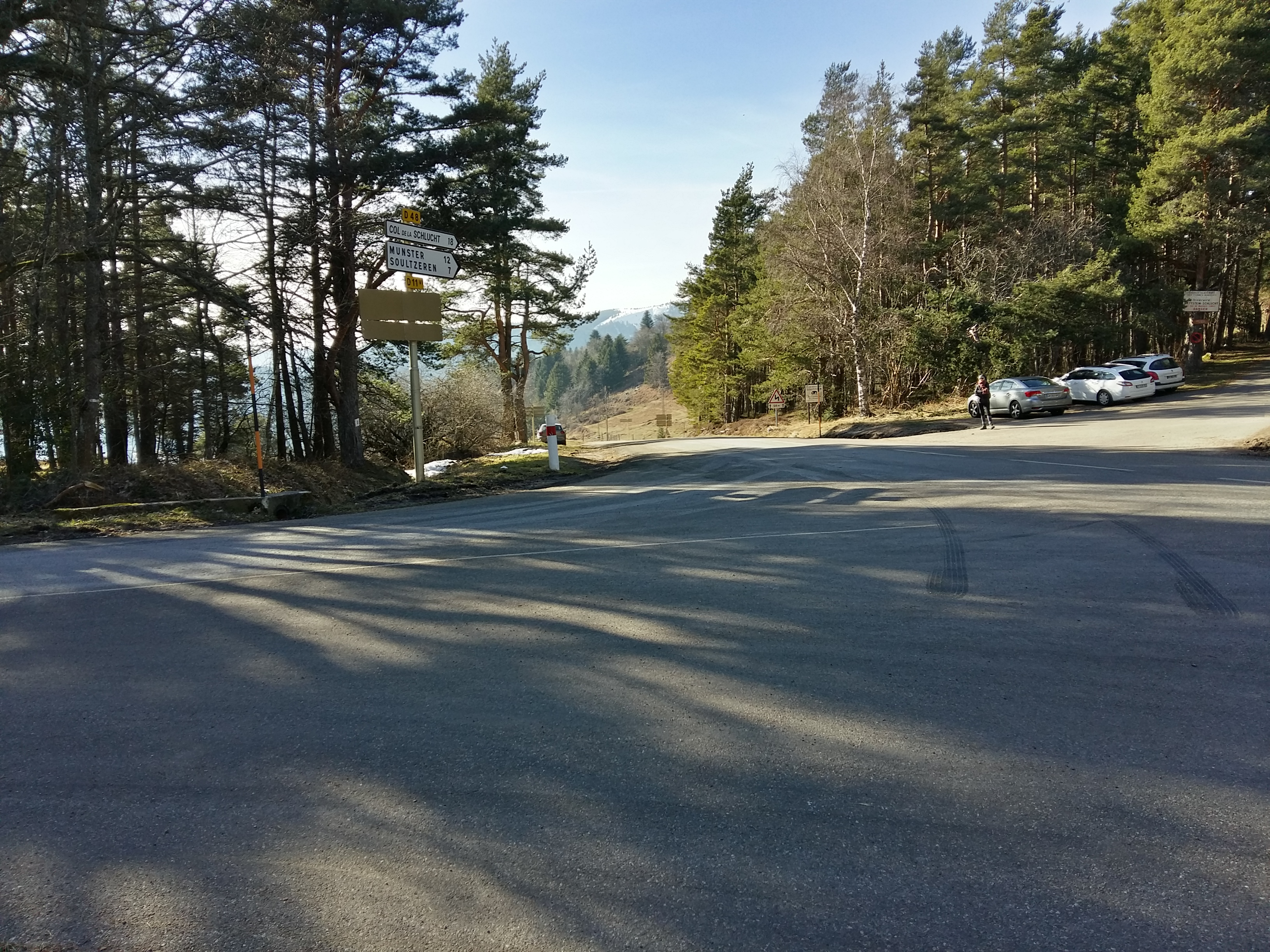
Le col en direction de Soultzeren et Munster.

## Activités

### Cyclisme
Gravi depuis Orbey, le col se trouve au km 41 du parcours de la 9e étape du Tour de France 2014, classé en 3e catégorie au classement du Grand Prix de la montagne. C'est l'Italien Alessandro De Marchi qui le franchit en premier.

### Randonnée
Reliant Wœrth dans le Bas-Rhin à Belfort, le sentier de grande randonnée 532 y passe. C'est un point de départ aisé pour plusieurs randonnées, notamment vers les lacs à l'ouest ou les champs de bataille de la Première Guerre mondiale à l'est.

### Sport automobile
Le col et ses accès ont été empruntés pour des épreuves spéciales du rallye d'Alsace (Soultzeren-Pays Welche), y compris lorsqu'il était l'épreuve française du WRC de 2010 à 2014.